# 芒棘蠣介殼蟲
芒棘蠣介殼蟲（学名：Acanthomytilus chui）为盾介殼蟲科棘盾介殼蟲屬下的一个种。